# Fugger-Glött

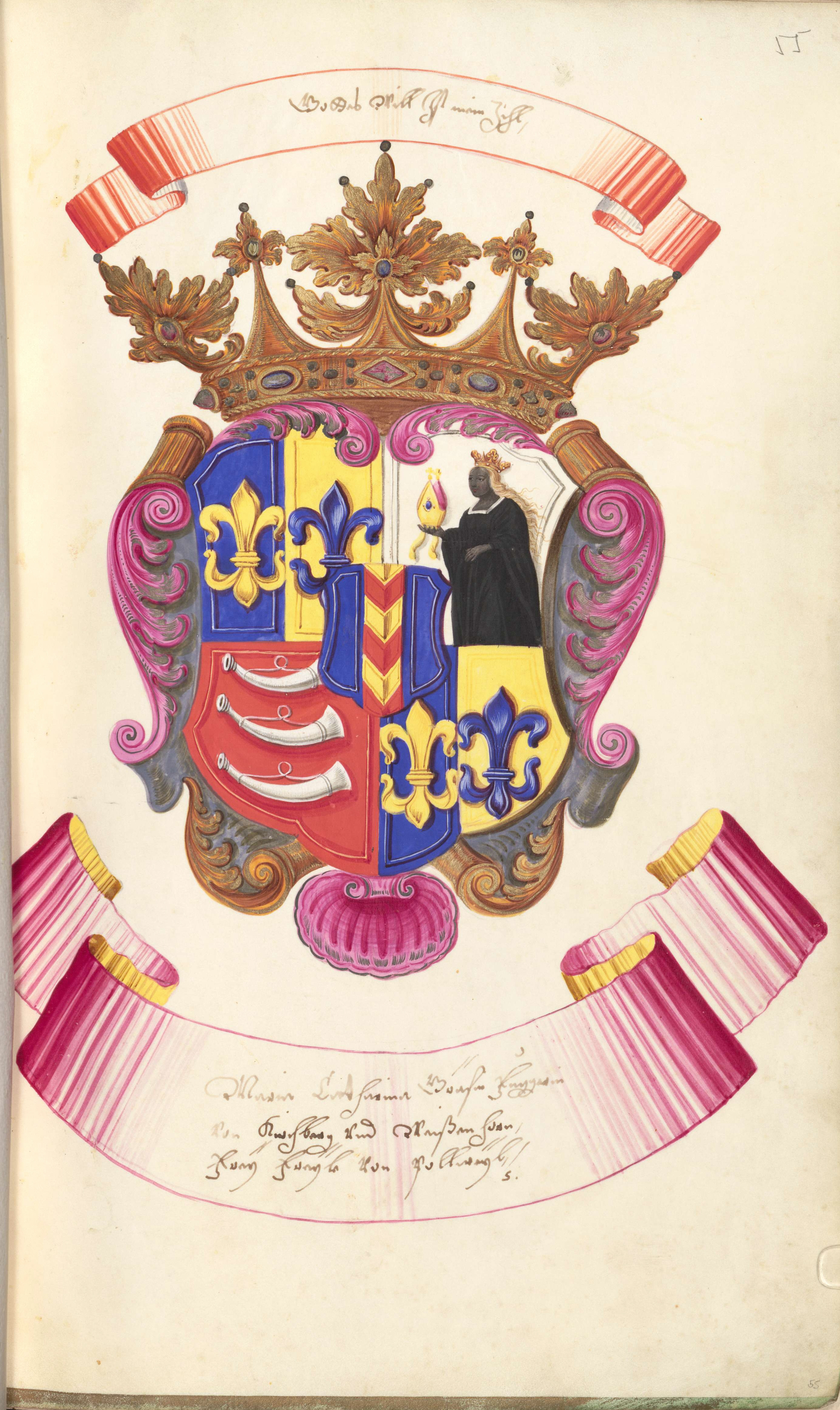
Familienwappen

Die Reichsgrafen Fugger von Glött sind eine Linie der Augsburger Kaufmannsfamilie Fugger von der Lilie. Sie waren in Glött (Landkreis Dillingen an der Donau) begütert, verkauften 1869 das Schloss Glött und besitzen bis heute das Fuggerschloss Kirchheim/Schwaben.

## Geschichte

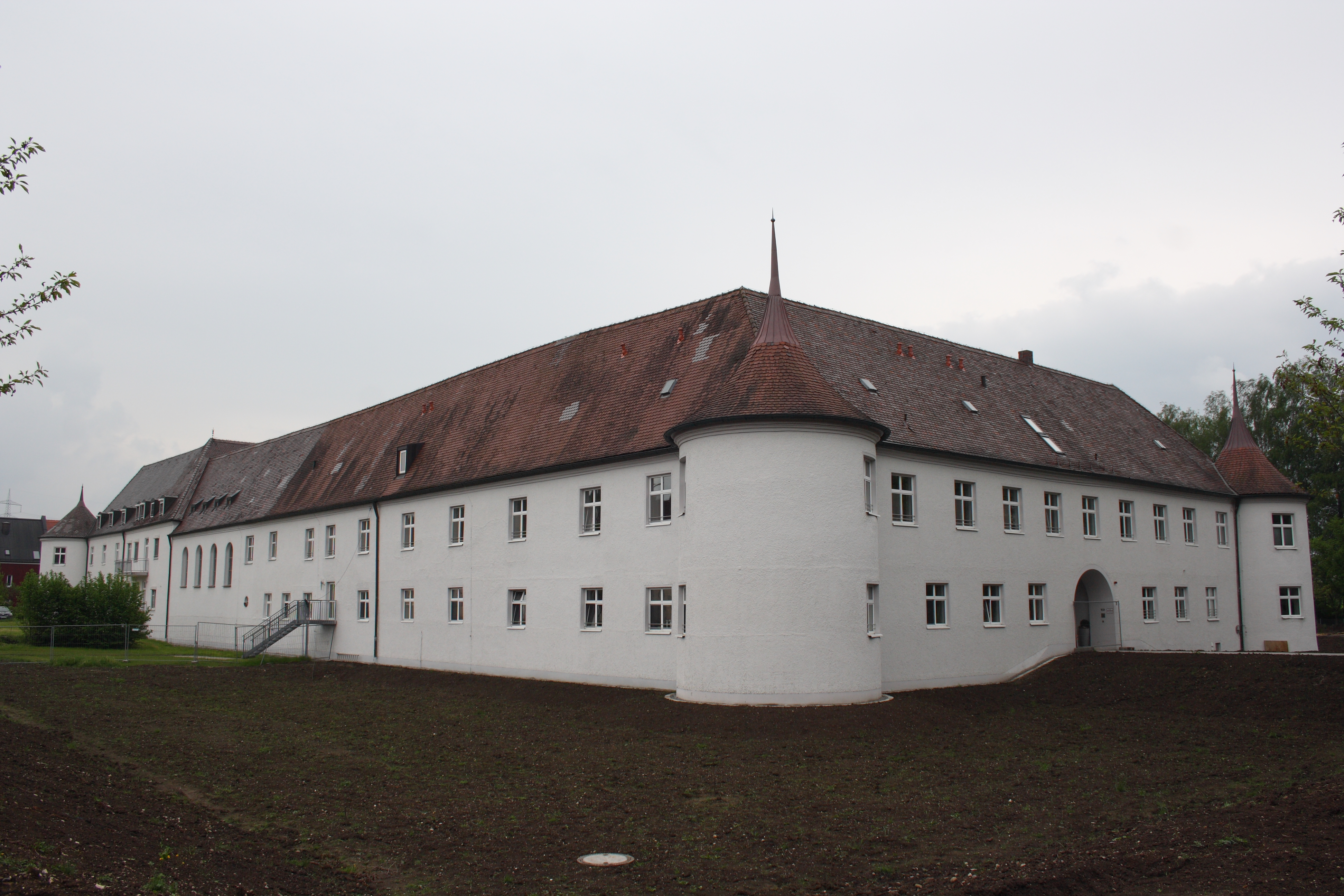
Schloss Glött

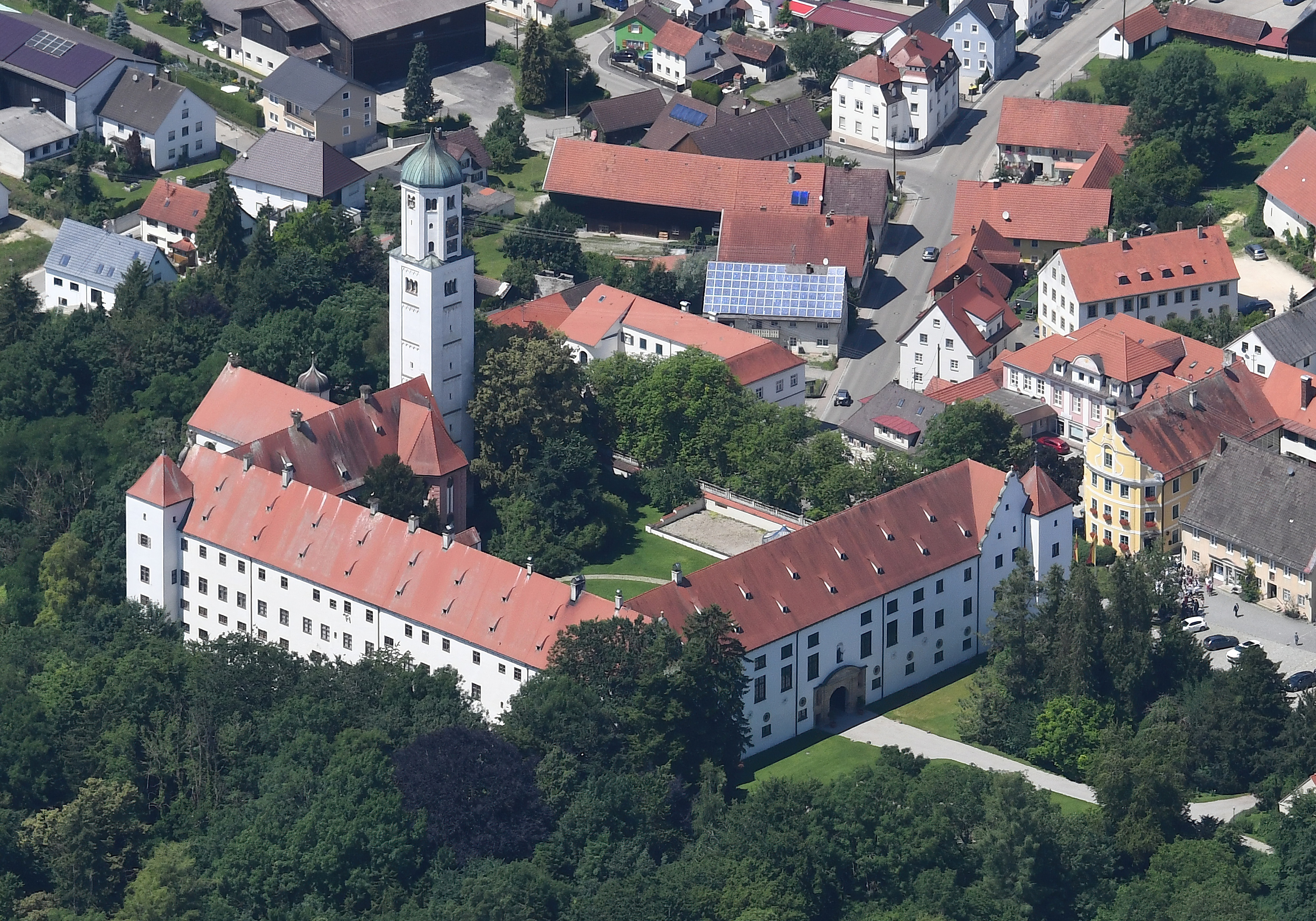
Fuggerschloss Kirchheim/Schwaben

Anton Fugger erwarb 1537 die Herrschaft Glött und 1551 die Herrschaft Kirchheim in Schwaben. Sein Sohn Hans Fugger (1531–1598) erbte die Herrschaften Glött, Kirchheim, Burg Stettenfels und Schloss Duttenstein. Der Urenkel Anton Fuggers, Johann Ernst (1590–1639), begründete die inzwischen im eigenen Mannesstamm erloschene Linie Fugger von Glött als Zweig der Fugger von der Lilie.
Der Ort Glött wurde Sitz der Herrschaft der Reichsgrafen Fugger von Glött mit den Orten Baumgarten (die Herrschaft Baumgarten wurde 1621 von den Fuggern gekauft), Dürrlauingen, Hafenhofen, Windhausen und Winterbach. Am Ende des 18. Jahrhunderts besaßen die Fugger-Glött die Herrschaft Glött sowie die Herrschaften Hilgartsberg, Oberndorf am Lech und Ellgau. Sie waren als Mitglieder des Schwäbischen Reichsgrafenkollegiums  im Reichstag vertreten.
Auf Grund der Rheinbundakte 1806 kamen die reichsunmittelbaren Herrschaften im Rahmen der Mediatisierung zum Königreich Bayern. 1869 verkauften die Grafen Fugger von Glött das Schloss Glött und erbten nach dem Erlöschen der Linie Fugger von Kirchheim 1878 das Fuggerschloss Kirchheim/Schwaben.
Joseph Ernst Fürst Fugger von Glött (1895–1981) war als einer der Unterstützer des Attentats auf Hitler vom 20. Juli 1944 später bei der Formulierung des Grundgesetzes als Mitgründer und Abgeordneter der CSU im Bundestag und im Bayerischen Landtag aktiv. Da er kinderlos war, adoptierte er seinen Neffen Albert (1932–2020), einen Sohn seiner älteren Schwester Maria (1894–1935) und des Ferdinand Graf von Arco-Zinneberg (1882–1940), der den Namen Graf Fugger von Glött annahm und das Fuggerschloss Kirchheim/Schwaben miterbte. Nach seinem Tod 2020 folgte ihm sein Sohn Ulrich Graf Fugger von Glött als Oberhaupt der Linie.

## Familienmitglieder (Auswahl)
- Joseph Wilhelm von Fugger-Glött (1683–1749), Domherr in Köln und Konstanz
- Johann Karl Philipp von Fugger-Glött (1691–1748), Domherr und Chorbischof des Domkapitels zu Köln, Kanonikus des Stiftskapitels zu Ellwangen und Kanonikus von St. Gereon in Köln
- Franz Karl Joseph von Fugger-Glött (1708–1769), Titularbischof von Domitiopolis, Weihbischof in Konstanz (1739–1769)[2]
- Anton Ignaz von Fugger-Glött (1711–1787), Bischof der Diözese Regensburg sowie Reichsfürst des zugehörigen Hochstifts; Fürstpropst des Kanonikerstifts Ellwangen
- Felix Adam Joseph von Fugger-Glött (1719–1770), Domherr in Köln und Konstanz sowie Chorbischof des Kölner Domkapitels
- Leopold Fugger von Glött (1797–1859), königlich bayerischer Regierungsbeamter
- Theodor Fugger von Glött (1823–1850), Freiheitskämpfer von 1849, Teilnehmer am Aufstand in der bayerischen Rheinpfalz
- Fidelis Ferdinand von Fugger zu Glött (1795–1876), deutscher Politiker und Baumwollfabrikant
- Hermann Joseph von Fugger-Glött (1833–1902), deutscher römisch-katholischer Theologe
- Joseph Fugger von Glött (1869–1903), deutscher Offizier der Kaiserlichen Schutztruppe und Leiter der deutschen Kolonialverwaltung in Adamaua
- Carl Ernst Fürst Fugger von Glött (1859–1940), Kronoberstmarschall und Präsident der Kammer der Reichsräte des Königreichs Bayern
- Joseph-Ernst Fugger von Glött (1895–1981), deutscher Politiker der CSU
- Albert Graf Fugger von Glött (1932–2020), deutscher Jurist, Betriebsleiter, Denkmalschützer und Politiker der CSU